# Aiwass
Aiwass (escrito também como Aiwas) é referida como a figura que ditou o trabalho a Aleister Crowley nos três dias de escritura do Livro da Lei em 1904. Detalhes desses eventos são dados no capítulo 7 do Equinócio dos Deuses.
É impossível discutir sobre Aiwass sem se referir ao Livro da Lei, pois é através desse trabalho que aprendemos sobre a natureza de Aiwass. É certo que o Liber AL fora escrito em um estilo completamente diferente do estilo de Crowley. Um cuidadoso estudo desse trabalho revelou que ele está repleto de chaves cabalísticas e outros mistérios, muitos dos quais ainda permanecem insolúveis. 
Aiwass declara-se ser o ministro de Hoor-paar-kraat, um deus dos antigos egípcios conhecido como Harpócrates. Harpócrates é uma forma do deus Horus representado como uma criança inocente. Sua mãe é Nut ou Nuit no Liber AL. Essa atribuição enfatiza mais ainda a função de Aiwass na entrega da palavra da Criança Coroada e Conquistadora.
Aleister Crowley acreditava que Aiwass tinha sido um dos Mestres Secretos da A∴A∴. Crowley eventualmente também considerou Aiwass ser seu Sagrado Anjo Guardião.
 "Vê! é revelado por Aiwass o ministro de Hoor-paar-kraat."  - Liber AL vel LEGIS I:7

## Gematria
Segundo o Equinócio dos Deuses, Aiwass pode ser escrito de duas maneiras diversas: Aiwass ou Aiwas. A primeira forma possui soma guemátrica de 418, e a segunda de 93.